# Terroir
Terroir (/tɛrˈwɑːr/; francosko: [tɛʁwaʁ] ⓘ; iz terre, dobesedno 'zemljišča') je francoski izraz, ki se uporablja za opis okoljskih dejavnikov, ki vplivajo na fenotip pridelka, vključno z edinstvenimi okoljskimi konteksti, kmetijskimi praksami in specifičnim rastnim habitatom pridelka. Skupaj za te kontekstualne značilnosti pravimo, da imajo značaj; terroir se nanaša tudi na ta značaj.
Nekateri obrtni pridelki in živila, za katera se lahko uporablja terroir, vključujejo vino, sir, kavo, single malt viski, čebulo in čaj.
Terroir je osnova francoskega sistema appellation d'origine contrôlée (AOC - kontrolirana označba porekla), ki je model za označevanje in regulacijo vina v Franciji in po svetu. Sistem AOC predpostavlja, da zemljišče, s katerega se prideluje grozdje, daje edinstveno kakovost, ki je specifična za to rastišče (habitat rastlin). O obsegu pomena terroirja se v vinski industriji razpravlja.

## Izvor
Skozi stoletja so francoski vinarji razvili koncept terroir z opazovanjem razlik v vinih iz različnih regij, vinogradov ali celo različnih delov istega vinograda. Francozi so začeli kristalizirati koncept kot način opisovanja edinstvenih vidikov kraja, ki vplivajo in oblikujejo vino, pridelano iz njega. Že dolgo pred Francozi so vinorodne regije antičnega sveta razvile koncept različnih regij, ki imajo potencial za proizvodnjo zelo različnih in edinstvenih vin, tudi iz istega grozdja. Stari Grki so amfore žigosali s pečatom regije, iz katere so prihajali, različne regije pa so si ustvarile sloves na podlagi kakovosti svojih vin. Stoletja so pismeni in disciplinirani člani benediktinskega in cistercijanskega reda gojili grozdje v večjem delu Burgundije. Z obsežnimi posestmi so lahko menihi izvajali obsežna opazovanja vplivov, ki so jih imeli različni zemljiški zemljišči na vino, ki so ga pridelovali. Nekatere legende pravijo, da so menihi določili meje različnih terroirjev – mnogi od njih še danes obstajajo kot vinogradi Grand Cru v Burgundiji.

## Elementi
Čeprav koncept terroirja ni specifičen za Burgundijo, so primeri burgundskih vin iz krajev, kot je Chablis premier cru Fourchaume, odvisni od terroirja. Čeprav se vinski strokovnjaki ne strinjajo glede natančne definicije, se posebna pozornost posveča naravnim elementom, ki so zunaj človeškega nadzora.
Komponente, ki so pogosto opisane kot vidiki terroirja, so:
- Podnebje
- Vrsta tal
- Geomorfologija
- Drugi organizmi, ki rastejo v, na in okoli vinogradov

Interakcija podnebja in terroirja se običajno razdeli od makroklime večjega območja (na primer regija Côte de Nuits v Burgundiji) do mezoklime manjšega pododdelka te regije (kot je vas Vosne-Romanée) in celo do posamezne mikroklime določenega vinograda ali vrste trt (kot je vinograd Grand Cru v La Grande Rue). Element tal se nanaša tako na sestavo kot na intrinzično naravo vinogradniških tal, kot so rodovitnost, drenaža in sposobnost zadrževanja toplote. Geomorfologija se nanaša na naravne krajinske značilnosti, kot so gore, doline in vodna telesa, ki vplivajo na to, kako podnebje vpliva na regijo, in vključuje elemente lege in nadmorske višine vinograda. Drugi organizmi, ki rastejo v, na in okoli vinogradniških parcel, se nanašajo na regionalno specifično favno, floro in mikrofloro, prisotno v vinogradih. Mikrobne populacije v vinogradih so bile opisane kot merljiv vidik celotnega terroirja.
Mark A. Matthews, profesor vinogradništva in rastlinske fiziologije na Univerzi v Kaliforniji v Davisu, je splošno pojmovanje terroirja opisal kot mit. Čeprav se Matthews strinja, da lahko lokalne značilnosti vplivajo na rast rastlin in vina, pridelana iz določenega grozdja, poudarja, da je izraz nenatančno opredeljen, in predlaga tudi, da se koncept terroirja sprejema predvsem na podlagi tradicionalnega prepričanja in ni podprt s strogimi podatki ali raziskavami.

### Elementi, ki jih nadzoruje človek
Definicijo terroirja je mogoče razširiti tako, da vključuje elemente, ki jih nadzoruje ali na katere vpliva človek. To lahko vključuje odločitev o tem, katero sorto grozdja posaditi, čeprav je to, ali bo ta sorta grozdja pridelala kakovostno vino, prirojen element terroirja, na katerega človek morda ne vpliva. Nekatere sorte grozdja uspevajo bolje na določenih območjih kot na drugih. Odločitev pri vinarstvu o uporabi divjih ali ambientalnih kvasovk pri fermentaciji namesto gojenih ali laboratorijsko proizvedenih kvasovk je lahko odraz terroirja. Uporaba hrasta je kontroverzen element, saj nekateri zagovarjajo, da je njegova uporaba koristna pri poudarjanju naravnih značilnosti terroirja, drugi pa trdijo, da lahko njegova uporaba prikrije vplive terroirja. Upravljanje vinogradov (npr. ekološko ali biodinamično gojenje grozdja namesto bolj običajne metode kmetovanja) je mogoče obravnavati tudi kot vidik terroirja, ki ga nadzoruje človek.

## Vplivi vinogradništva in vinarstva
Številne odločitve med procesom gojenja in vinarstva lahko zmanjšajo ali povečajo izražanje terroirja v vinu. Sem spadajo odločitve o obrezovanju, namakanju in izbiri časa trgatve. V vinarstvu lahko uporaba hrastovih, gojenih ali sobnih kvasovk, dolžina maceracije in čas stika z drožem, temperatura med fermentacijo in procesi, kot so mikrooksigenacija, chaptalizacija, bistrenje s sredstvi za bistrenje in reverzna osmoza, vsi zmanjšajo ali poudarijo nekatere vidike, ki izhajajo iz terroirja. Vinarji lahko delajo med skrajnostmi pridelave vina, ki je usmerjeno na terroir in se osredotoča zgolj na izražanje edinstvenih vidikov terroirja regije, ali vinarstva, ki se izvaja brez kakršnega koli upoštevanja terroirja. Poleg tega se lahko pri odločanju o stvareh, kot je sorta grozdja, ki jo posaditi, upoštevajo vidiki terroirja, kot sta podnebje in vrsta tal, če je cilj pridelati dobro vino in ne vino, ki ga poganja terroir.
Pomen teh vplivov je odvisen od kulture posamezne vinske regije. V Franciji, zlasti v Burgundiji, obstaja prepričanje, da je vloga vinarja poudariti terroir vina. Francoska beseda za vinarja, vigneron, se bolj primerno prevaja kot vinogradnik in ne kot vinar. Prepričanje, da ima terroir prevladujoč vpliv na vino, je osnova za francoske vinske etikete, ki bolj poudarjajo regijo, vinograd ali oznako porekla vina (AOC) kot sorto grozdja in pogosto bolj kot pridelovalca.

### Apelacijski sistemi
Vpliv terroirja pomeni, da so vina iz določene regije edinstvena in jih ni mogoče reproducirati zunaj tega območja, tudi če sta sorta grozdja in tehnike pridelave vina skrbno podvojeni. Vinarji v Burgundiji ne verjamejo, da pridelujejo modri pinot, ki se slučajno prideluje v Burgundiji, temveč da pridelujejo edinstvena burgundska vina, ki so slučajno narejena iz modrega pinota. Apelacijski sistemi, kot so francoski sistemi AOC, so se razvili okoli konceptov »edinstvenih vin z edinstvenega območja«. Ti sistemi so se razvili tudi v zaščitene označbe porekla po vsej Evropski uniji, tako da na primer vinarji zunaj regije, kot je Toskana, ne morejo pridelovati vina Sangiovese in ga imenovati Chianti. Čeprav je vino lahko narejeno iz iste klonske sorte Sangiovese, v isti sestavi tal kot v regiji Chianti, pri čemer vinarji uporabljajo toskansko metodo pridelave, obstaja domneva, da se bosta vini razlikovali zaradi terroirja.
Imena teh evropskih vinskih regij so zaščitena, da se vina iz različnih regij in različnih terroirjev ne zamenjujejo z vini iz teh regij – tj. španski ali avstralski chianti. V Združenih državah Amerike obstaja nekaj zmede glede uporabe polgeneričnih imen, kot sta šampanjec in porto, vendar si je ameriška vinska industrija bolj prizadevala prepoznati edinstveno povezavo krajevnih imen z vini, pridelanimi v teh krajih, kot je na primer sporazum o deklaraciji iz Nape o krajih iz leta 2005. Čeprav so sistemi označb porekla in zaščitene označbe porekla lahko način zaščite »edinstvenega terroirja«, je komercialni pomen terroirja v vinski industriji predmet številnih razprav. Leta 2018 so se v Španiji mreže vinarjev združile v gibanje na lokalni ravni za proizvodnjo vin z dodano vrednostjo terroirja z namenom izboljšanja španske podeželske vinske kulture.

## V drugih pijačah
Koncept terroirja obstaja tudi v drugih pijačah, zlasti v čaju (čaj iz kamnite esence Wuyi je pomemben primer) in konjaku, kjer kredna tla, podnebje in oddaljenost od oceana vplivajo na izdelek. Proizvajalci single malt viskija, burbona, ruma in vodke v svojem proizvodnem procesu uporabljajo elemente terroirja, vključno z lesnimi aromami, ki izvirajo iz staranja v sodih.

## Komercialni interesi
Pomen terroirja vpliva na ceno kmetijskega proizvoda in izdelkov, narejenih iz njega. Blagovna znamka, sorta in identifikacija kmeta vplivajo na ceno proizvoda. Gibanje počasne hrane ceni zgodovino različnih rastlin ali živali, zgodbo kmeta, ki jih je pridelal, in navsezadnje kakovost proizvoda. Kuharji in peki razvijejo svoj seznam lastnosti, ki si jih želijo za svoje stvaritve, terroir pa vpliva nanje.
Vinski kritiki dvomijo o vrednosti vina Pinot Noir iz burgundskega vinograda Grand Cru v primerjavi z vinom, pridelanim iz 'manjšega terroirja' vinograda Premier Cru in ali si zasluži višjo ceno. Ti dvomi se pojavijo tudi, ko se upošteva kakovost vinarstva in drugi človeški vplivi, ki so lahko pri 'manjšem' premier cruju višjega standarda.
Ti kritiki se sprašujejo tudi o razliki med vinom iz Novega in Starega sveta ter o tem, ali sodobne tehnike pridelave vina – kot so pomemben vpliv hrasta, prezrelo sadje, gojeni kvas, mikrooksigenacija in dodatki barvnih pigmentov – zakrivajo ali celo odpravljajo vpliv terroirja na edinstvenost različnih regij. Kritiki pogosto opozarjajo na homogenizirajoč učinek množično proizvedenih vin iz priljubljenih sort, kot je chardonnay, katerih značilnosti terroirja so lahko skrite zaradi invazivnega in intenzivnega pridelave vina. Močno hrastov, prezrel chardonnay iz Kalifornije ima lahko okus zelo podoben istemu slogu vina od drugod. Na tržnost vin iz različnih regij in proizvajalcev vpliva pomen, ki ga terroirju pripisujejo tako vinska industrija kot potrošniški trgi vina, pri čemer nekateri proizvajalci podcenjujejo terroir in njegov vpliv na svoja vina.